# 石井宏 (音楽評論家)
石井 宏（いしい ひろし、1930年12月18日 - ）は、日本の音楽評論家。妻・松岡三恵はピアニスト。

## 経歴・人物
神奈川県出身。1944年、逓信省航空局新潟地方航空機乗員養成所本科に6期生として入学し特攻隊員を目指すも、敗戦によって旧制湘南中学校（現在の神奈川県立湘南高等学校）に転じる。旧制静岡高等学校を経て、1953年に東京大学文学部美学科卒業。学士入学で1956年に東京大学文学部仏文科卒業。
日本楽器（現・ヤマハ）および東京放送（TBS。現・東京放送ホールディングス）に勤務した後、フリーランスの文筆業に入る。執筆活動の他、NHK-FMに音楽解説者として出演。1993年から1994年までNHK総合テレビの情報番組「ナイトジャーナル」でCD評を担当。また、自ら主宰するオーケストラでクラリネットを演奏している。
2001年、「特攻隊員の母」と呼ばれた鳥濱トメの活動を描いたノンフィクション『ホタル帰る、特攻隊員と母トメと娘礼子』を鳥濱トメの娘赤羽礼子との共著で草思社から出版。音楽関係以外の著作はこれが初となる。
2004年、『反音楽史　さらば、ベートーヴェン』（新潮社）で山本七平賞を受ける。同書では完全にイタリア音楽が世界を先導していた18世紀の状況が抹消されて最初からドイツ音楽優位であったかのような史観がまかりとおる現況に異議を唱えた。2005年、初の小説『チョッちゃん』を草思社から刊行。
なお月刊『新潮45』に寄稿し、物議をかもした毒舌の覆面音楽評論家八田利一ならびに加茂川洗耳は、石井の変名と言われている。実名は挙げていないものの「もう分っていますよ。皆知ってる人ですよ。そもそもあの人はヤマハの宣伝部に居て、テレビ局に入って、それから独立して「呼び屋」やってたんですよ」、「あの人はモーツァルトの本を翻訳してるもの。ドイツ語系の専門家ですよ。だけど、私は言ったけど、それだけ書くなら名乗れって。ずるいのは東大出の評論家にはろくなのが居ない、と書いて三人の名前を上げてるんだけど、その中に自分の名前も入れてる（笑）」と中曽根松衛（音楽関連の幹部編集者）は発言しており、これは石井の経歴と完全に一致している。

## 出演番組
- ナイトジャーナル（NHK総合）

## 著書
- 『十八世紀のモーツァルト』帰徳書房、1977.5
- 『素顔のモーツァルト』音楽之友社、1979。中公文庫、1988
- 『少年モーツァルトの旅』音楽之友社、1982
- 『クラシック音楽意外史 知っている嘘、知らない真実』東京書籍、1990.6
- 『モーツァルトタイム・カプセルの旅』音楽之友社、1992.11
- 『帝王から音楽マフィアまで』新潮社、1993。学研M文庫、2000
- 『誰がヴァイオリンを殺したか』新潮社、2002
- 『反音楽史 さらば、ベートーヴェン』新潮社 2004.2。新潮文庫、2010.10
- 『チョッちゃん』草思社、2005.10
- 『西洋音楽から見たニッポン 俳句は四・四・四』PHP研究所、2007
- 『天才の父 レオポルト・モーツァルトの青春』新潮社、2008
- 『ベートーヴェンとベートホーフェン　神話の終わり』七つ森書館、2013.9
- 『モーツァルトは「アマデウス」ではない』集英社新書、2020.2

### 共著ほか
- 『モーツァルト・ベスト101 編』新書館、1995.11、新装版2004.8
- 『ホタル帰る 特攻隊員と母トメと娘礼子』赤羽礼子と共著、草思社、2001.5。草思社文庫、2011.2

### 訳書
- ブリジット・ブローフィ『劇作家モーツァルト モーツァルトならびにそのオペラと時代に関する新しい一考察』高橋英郎共訳、東京創元新社 1970
- アルマ・マーラー 『マーラー 愛と苦悩の回想』音楽之友社 1971／『グスタフ・マーラー』中公文庫 1987
- フェリシアン・マルソー、マルセル・ブリュヴァル『モーツァルト 音楽と旅の生涯』福武書店 1982.10
- E・J・デント『モーツァルトのオペラ』（春日秀道訳共訳）草思社 1985
- ジェームズ・クラヴェル『キング・ラット チャンギ捕虜収容所』 山手書房 1985.4
- カール・ライスター『ベルリン・フィルとの四半世紀』（監訳）音楽之友社 1987.11
- マルセル・モレ『神モーツァルトと小鳥たちの世界』東京書籍 1991
- H・C・ロビンズ・ランドン『モーツァルト 音楽における天才の役割』中公新書 1992
- P・A・C・ドゥ・ボーマルシェ『フィガロの結婚』新書館、1998
- メイナード・ソロモン『モーツァルト』新書館、1999